# Баулін Олег Вячеславович
Баулін Олег Вячеславович — український правознавець-криміналіст. Кандидат юридичних наук (2000), доцент (2003), професор кафедри кримінального права і криміналістики навчально-наукового інституту права та психології Національної академії внутрішніх справ України) (з 2006).

## Біографія
Освіта: Омська вища школа міліції МВС СРСР (1985).
Ветеран органів внутрішніх справ, полковник міліції у відставці, адвокат. Голова місцевого осередку громадської організації «Українське юридичне товариство» у місті Києві.

## Професійна діяльність
1985–1994 — служба в оперативних і слідчих підрозділах Київської спеціальної міліції на посадах оперуповноважений карного розшуку, слідчого, старшого слідчого, начальника слідчого відділення, заступника начальника відділу внутрішніх справ з слідчої роботи;
з 1994 — науково-педагогічна діяльність в Національній академії внутрішніх справ України на посадах викладача, старшого викладача, заступника начальника кафедри кримінального процесу, начальника центру підготовки науково-педагогічних кадрів;
2006 — вийшов у відставку.

## Юридична практика
— юридичні консультації;
— підготовка проектів та проведення правової експертизи законів, підзаконних актів та інших правових документів;
— представництво інтересів фізичних та юридичних осіб в судах та інших органах державної влади та управління;
— захист інтересів підозрюваних, обвинувачених, підсудних, засуджених;
— оскарження дій та бездіяльності суб'єктів владних повноважень.

## Додаткова інформація
Підготував 10 кандидатів юридичних наук.

## Основні наукові праці
Автор (співавтор) понад 90 наукових і публіцистичних праць, присвячених проблемам досудового розслідування та забезпеченню прав і законних інтересів особи у кримінальному процесі. Серед них:
1. Баулін О. В. Провадження дізнання в Україні.: Навч. посібник / Джига М. В., Баулін О. В., Лук'янець С. І., Стахівський С. М. — К.: Тип. МВС України, 1999. — 156 с.
2. Баулін О. В. Процесуальна самостійність і незалежність слідчого та їх правові гарантії: Монографія / Баулін О. В., Карпов Н. С.- К.: НАВСУ, 2001.- 232 с.
3. Баулін О. В. Податкова міліція як орган дізнання: Навч. посібник / Баулін О. В., Цимбал П. В., Мигрин Г. П. — Ірпінь: Академія державної податкової служби України, 2001. — 179 с.
4. Баулін О. В. Процесуальний порядок оформлення протокольної форми досудової підготовки матеріалів міліцією: Навч. посібник / Баулін О. В., Поповченко О. І.-К.: Національна академія внутрішніх справ України, 2002. — 74 с.
5. Баулін О. В. Затримання та взяття під варту в Україні: стан, проблеми удосконалення законодавства та практики його застосування: Посібник / Баулін О. В., Беца О. В., Мельник М. І., Сірий М. І. та ін.- К.: Атика, 2002. — 96 с.
6. Баулін О. В. К вопросу о реализации процессуальной независимости следователя // Вестник Днепропетровского университета. Правоведение. — Вып.2. — Днепропетровск: Изд-во ДГУ, 1995. — С.114-121.
7. Баулін О. В. Процесуальна незалежність слідчого — правова гарантія демократичного правосуддя // Майбутнє правової системи України. Тези доповідей та наукових повідомлень Міжнар. наук.-практ. конференції молодих юристів (15-16 березня 1996 року). — К.: Українська правнича фундація, 1996. — С.82-84.
8. Баулін О. В. Реальне забезпечення процесуальної незалежності слідчого у майбутній правовій системі України // Концепція розвитку законодавства України. Матеріали наук.-практ. конференції. Травень 1996 року. — К.: ІЗ ВРУ, 1996. — С.346-349.
9. Баулін О. В. До проблеми визнання особи винною у вчиненні злочину на стадії попереднього розслідування // Право України. — 1996. — № 11. — С.57-59.
10. Баулін О. В. Ідеологія сучасного розвитку системи державних органів попереднього розслідування в сфері кримінальної юстиції України // Ідеологія державотворення в Україні: Історія і сучасність. Матеріали наук.-практ. конференції 22-23 листопада 1996 р. — К.: Генеза, 1997. — С.241-245.
11. Баулін О. В. Ведомственный контроль и процессуальная независимость следователя // Вестник Днепропетровского университета. Правоведение. — Вып.3.- Днепропетровск: Изд-во ДГУ, 1996. — С.131-137.
12. Баулін О. В. До розбудови системи спеціальних гарантій процесуальної незалежності слідчого // Держава і право. Щорічник наук. праць молодих вчених / Редкол.: В. Н. Денисов та ін.- К.: ВЦ ІДіП НАН України, 1997. — Випуск 1. — С.69-72.
13. Баулін О. В. До встановлення правового інституту процесуальної незалежності слідчого // Право України. — 1997. — № 7. — С.15-16.
14. Баулін О. В. Процесуальна незалежність слідчого — правова гарантія демократичного правосуддя // Науковий вісник Української академії внутрішніх справ. — 1997. — № 1. — С.109-112.
15. Баулін О. В. До альтернативи у обранні захисника на попередньому розслідуванні // Право України. — 1998. — № 12. — С.81-85, 88.
16. Баулін О. В. Щодо необхідності стадії наглядового провадження в кримінальному судочинстві // Право України. — 1999. — № 4. — С.101-103.
17. Баулін О. В. Система и компетенция органов дознания на Украине // Юридическая практика. — 2000. — 28 сентября. — № 39 (145). — С.6.
18. Баулин О. В., Галаган В. И., Федоров К. Л. К проблеме использования полиграфа органами предварительного расследования Украины // Теория и практика применения полиграфа в правоохранительной деятельности: (4-я международная научно-практическая конференция ГУВД Краснодарского края) / Под ред. Сапрунова А. Г., Николаева С. Л.- Сочи: ГУВД Краснодарского края МВД России, 2000. — С.40-47.
19. Баулін О. В. До проблеми організаційної побудови органів досудового слідства // Вісник Запорізького юридичного інституту. — 2000. — № 4 (13). — С.191-203.
20. Баулін О., Письменний Д. Проблема забезпечення безпеки суб'єктів кримінального процесу // Юридичний вісник України. — 2001. — 22-28 лютого.- № 8. — С.5.
21. Баулін О. В. До проблеми організаційної побудови органів досудового слідства // Проблеми права на зламі тисячоліть: Матеріали міжнародної наукової конференції (13-14 лютого 2001 р.). Наукове видання. — Дніпропетровськ: Дніпропетровський нац. ун-т; вид-во ІМА-прес, 2001.- С.86-91.
22. Баулін О. В., Карпов Н. С. Система и компетенция органов дознания в Украине: история, современное состояние и перспективы // Известия Тульского государственного университета. Серия: Современные проблемы законодательства России, юридических наук и правоохранительной деятельности. — Вып.5. — Тула: Тульский гос. ун-т, 2001. — С.16-20.
23. Баулін О. В. Процесуальні та особисті якості як гарантії процесуальної незалежності слідчого // Науковий вісник Дніпропетровського юридичного інституту МВС України. — 2001. — № 3 (6). — С.287-293.
24. Баулин О. В., Карпов Н. С. Современное состояние и перспективы развития дознания в Украине // Актуальные проблемы правоохранительной деятельности. Труды Калининградского юридического института МВД России. Вып.VII. — Калининград: КЮИ МВД России, 2001. — С.169-177.
25. Баулін О. В. Про перспективи розвитку системи органів дізнання в Україні //Митна справа. — 2002. — № 1. — С.73-78.
26. Баулін О. В. Дізнавач як процесуально самостійний суб'єкт досудового розслідування // Право України. — 2002. — № 4. — С.113-117.
27. Баулін О. В., Леоненко М. І. Перспективи використання результатів генеалогічних досліджень під час досудового розслідування // Актуальні проблеми боротьби зі злочинністю на етапі реформування кримінального судочинства: Матеріали Всеукраїнської науково-практичної конференції 14-15 травня 2002 року м. Запоріжжя: У 2 ч. — Запоріжжя: Юридичний інститут МВС України, 2002. — Ч.2. — С.102-106.
28. Баулін О. В., Карпов Н. С. Дізнання в Україні: проблеми і перспективи // Судова реформа в Україні: Проблеми і перспективи: Матеріали наук.-практич. конференції 18-19 квітня 2002 року, м. Харків. — Київ-Харків: Юрінком Інтер, 2002. — С.254-258.
29. Баулін О. В., Карпов Н. С., Поповченко О. І., Савицький Д. О. Спрощене досудове провадження в Україні: Історія, сучасність, перспективи (навчальний посібник) / Баулін О. В., Карпов Н. С., Поповченко О. І., Савицький Д. О. — М-во внутр. справ України, Нац. акад. внутр. справ України. — Київ : 2004. — 151 с.
30. Баулін О. В., Мазур О. С. Забезпечення прав та законних інтересів особи, яку затримано за підозрою у вчиненні злочину: Навч. посібник. / Баулін О. В., Мазур О. С. — Луганськ: СПД Рєзников В. С., 2011. — 204 с.
31. О. В. Баулін, О. І. Поповченко. Нотаріус в кримінальному процесі України: навч. Посіб. / О. В. Баулін, О. І. Поповченко. — Луганськ, СПД Рєзников В. С., 201. — 180 с.